# Clinical examination of syphilitics
Clinical examination of syphilitics er en dansk undervisningsfilm fra 1948 med instruktion og manuskript af H. Haxthausen.

## Handling
Filmen, som er engelsk tekstet, skildrer en speciel metode til syfilisundersøgelse. Filmen er beregnet til forevisning for læger og medicinske studerende.